# Orlando Cepeda
Orlando Manuel Cepeda Pennes (ur. 17 września 1937, zm. 28 czerwca 2024) – portorykański baseballista, który występował na pozycji pierwszobazowego przez 16 sezonów w Major League Baseball.

## Przebieg kariery
Cepeda w 1955 roku podpisał kontrakt jako wolny agent z New York Giants i początkowo występował w klubach farmerskich tego zespołu, między innymi w Minneapolis Millers, reprezentującym poziom Triple-A. W MLB zadebiutował 15 kwietnia 1958 w meczu przeciwko Los Angeles Dodgers, w którym zdobył home runa. W sezonie 1958 zagrał w 148 meczach, zaliczył najwięcej w National League double'ów (38) i został wybrany najlepszym debiutantem. Rok później po raz pierwszy w karierze wystąpił w Meczu Gwiazd.
W 1961 zwyciężył w klasyfikacji pod względem liczby zdobytych home runów (46) i zaliczonych RBI (142), a w głosowaniu do nagrody MVP National League zajął 2. miejsce za Rogerem Marisem z New York Yankees. W 1962 wystąpił w World Series, w których Giants przegrali z New York Yankees w siedmiu meczach. W maju 1966 w ramach wymiany zawodników przeszedł do St. Louis Cardinals
W sezonie 1967 zagrał w siedmiu meczach World Series, w których Cardinals pokonali Boston Red Sox 4–3. W tym samym roku został wybrany najbardziej wartościowym zawodnikiem. W latach 1969–1974 występował w Atlanta Braves, Oakland Athletics, Boston Red Sox i Kansas City Royals. W marcu 1999 został wybrany do Galerii Sław Baseballu.

## Nagrody i wyróżnienia
| Nagroda/wyróżnienie           | Lata                                                                    | Źródło |
| MVP National League           | 1967                                                                    | [ 10 ] |
| 11× All-Star                  | 1959¹, 1959², 1960¹, 1960², 1961¹, 1961² 1962¹, 1962², 1963, 1964, 1967 | [ 12 ] |
| Zwycięzca w World Series      | 1967                                                                    | [ 9 ]  |
| NL Rookie of the Year Award   | 1958                                                                    | [ 6 ]  |
| Baseball Hall of Fame         | od 1999                                                                 | [ 11 ] |
| # 30 zastrzeżony przez Giants | 1999                                                                    | [ 13 ] |